# San Bernardino (Teotitlán de Flores Magón)
San Bernardino es una localidad del estado mexicano de Oaxaca, que forma parte del municipio de Teotitlán de Flores Magón, al norte del territorio estatal.

## Localización y demografía
San Bernardino se encuentra localizado en el extremo norte del estado de Oaxaca y muy cercano a sus límites con el estado de Puebla, sus coordenadas geográficas son 18°08′13″N 97°01′05″O / 18.13694, -97.01806, a una altitud de 2 022 metros sobre el nivel del mar y a unos seis kilómetros al oeste de la cabecera municipal, Teotitlán de Flores Magón. Sin embargo la comunicación entre ambos poblados, solo es posible por un camino de terracería que atraviesa el vecino municipio de San Martín Toxpalan.
De acuerdo al Censo de Población y Vivienda de 2010 llevado a cabo por el Instituto Nacional de Estadística y Geografía, la población total de San Bernardino es de 328 personas, de las que 168 son mujeres y 160 son hombres.